# جايسون وليامز (لاعب دوري الرغبي)
جايسون وليامز (بالإنجليزية: Jason Williams)‏ هو لاعب دوري الرغبي نيوزيلندي، ولد في 23 أبريل 1966 في كرايستشرش في نيوزيلندا.